# دانشگاه میامی
دانشگاه میامی (به انگلیسی: Miami University) یک دانشگاه تحقیقاتی دولتی در شهر آکسفورد واقع در ایالت اوهایو آمریکا است که در سال ۱۸۰۹ میلادی بنانهاده شده و جزو ۱۰ دانشگاه دولتی قدیمی در ایالات متحده آمریکا است که همچنین دومین دانشگاه قدیمی در ایالت اوهایو به حساب می‌آید.
در گزارش یواس نیوز مربوط به سال ۲۰۱۵، دانشگاه میامی در زمره ۳۰ دانشگاه برتر دولتی آمریکا، و در بین ۷۵ دانشگاه برتر در مجموع دانشگاه‌های ایالتی و خصوصی قرار گرفت. در رتبه‌بندی آموزش مقاطع کارشناسی، دانشگاه میامی مکان دوم را پس از دانشگاه پرینستون کسب کرد.

## دانشکده‌ها
- کالج هنر و علوم
- دانشکده کسب‌وکار
- کالج هنرهای خلاق
- کالج مهندسی و کامپیوتر
- کالج علوم مقدماتی و کاربردی

## فارغ‌التحصیلان سرشناس
- بیست‌وسومین رئیس‌جمهور آمریکا (بنجامین هریسون)
- رئیس سابق مجلس نمایندگان آمریکا (پال رایان)
- نخست‌وزیر سابق کره جنوبی (Chung Un-chan)
- سناتور ایالت واشینگتن (ماریا کانتول)
- فرماندار سابق ایالت اوهایو (Charles Anderson)

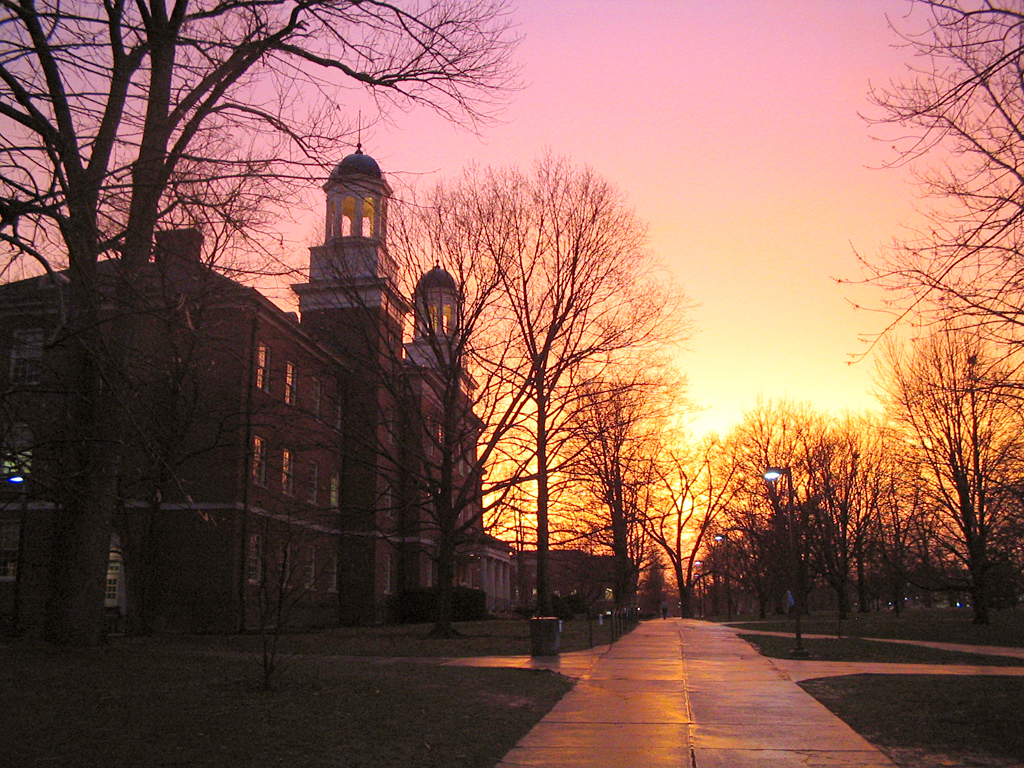
نمایی از ساختمان «هریسون» که به نام رئیس‌جمهور سابق آمریکا می‌باشد.

## نگارخانه

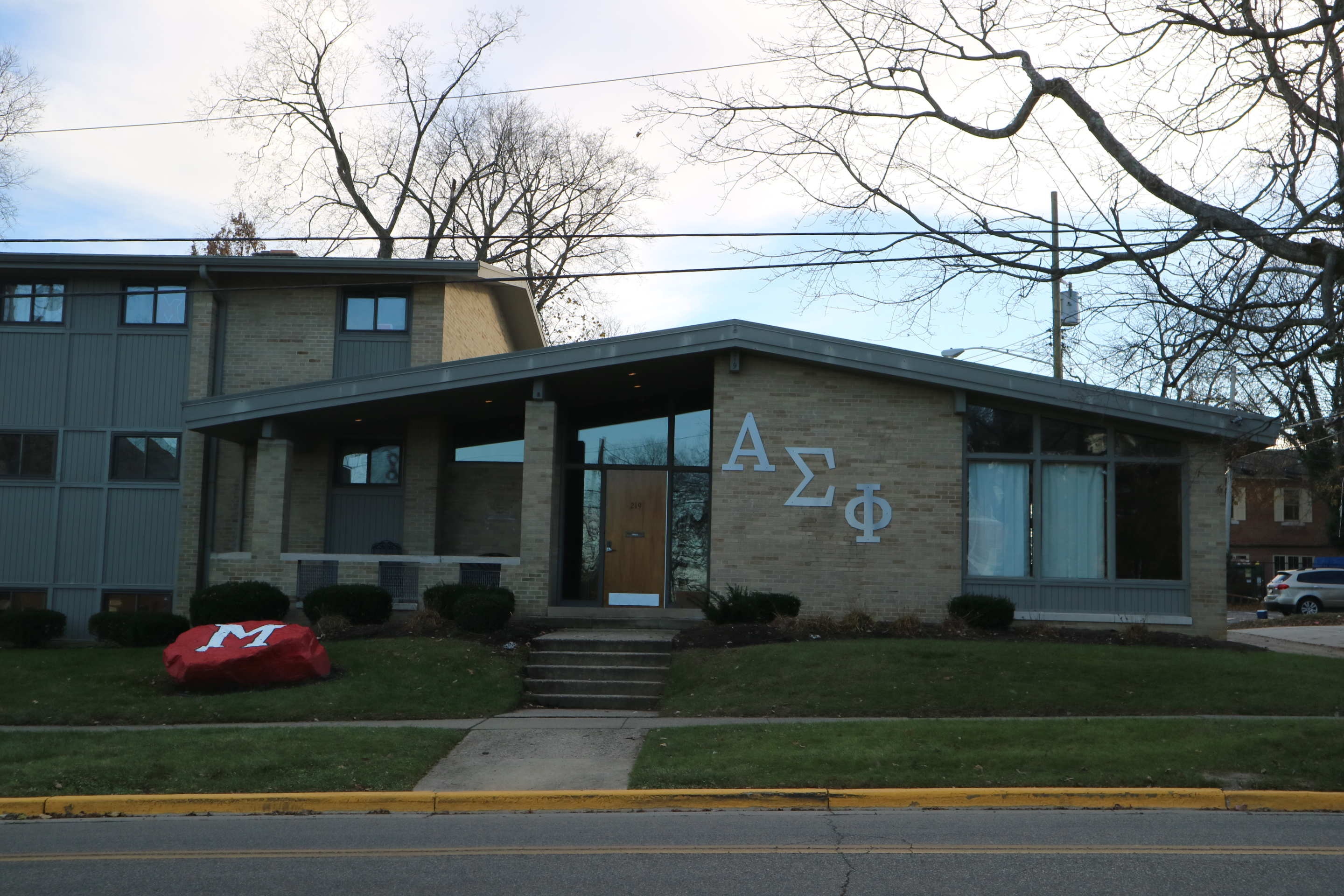
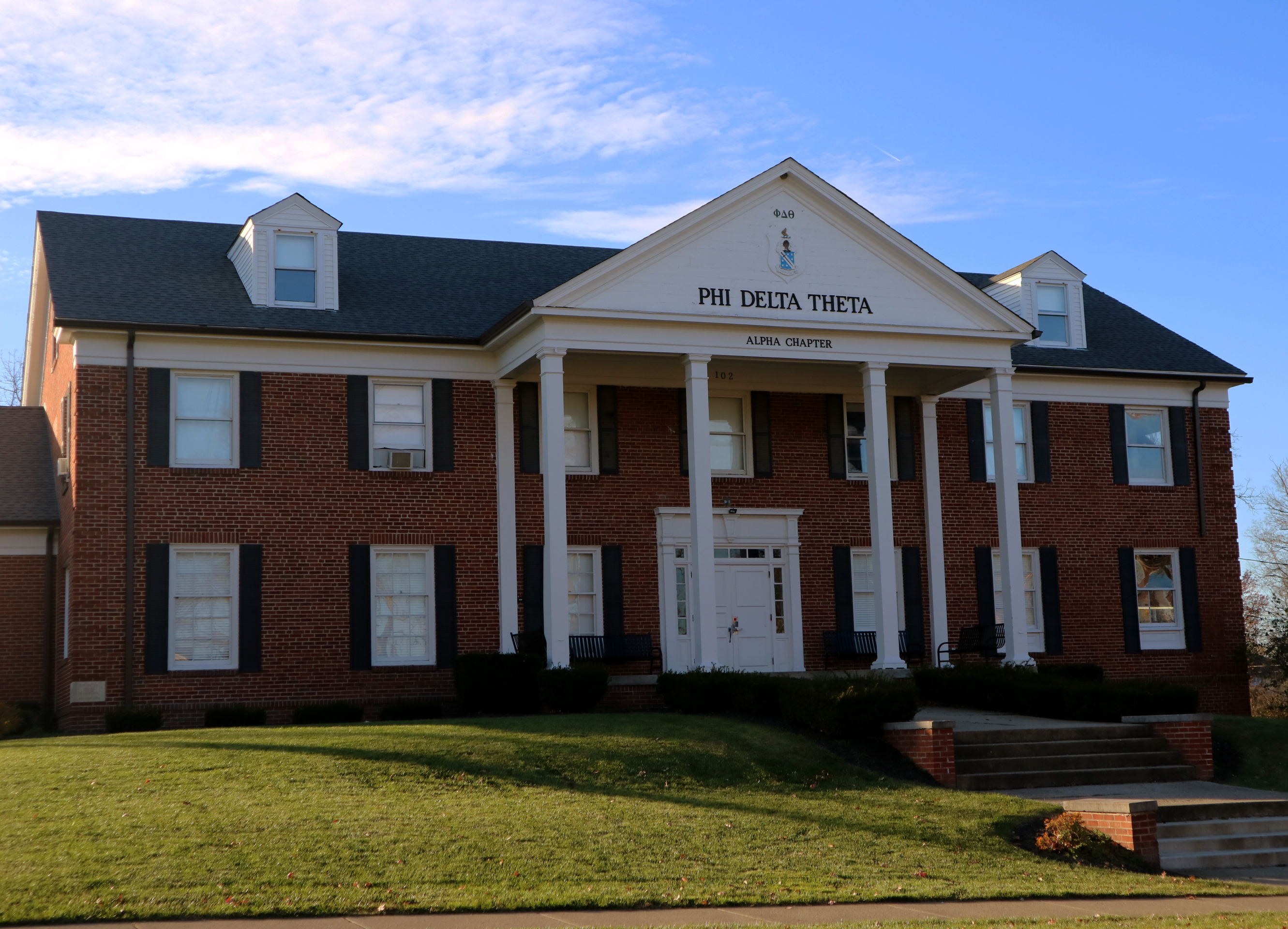
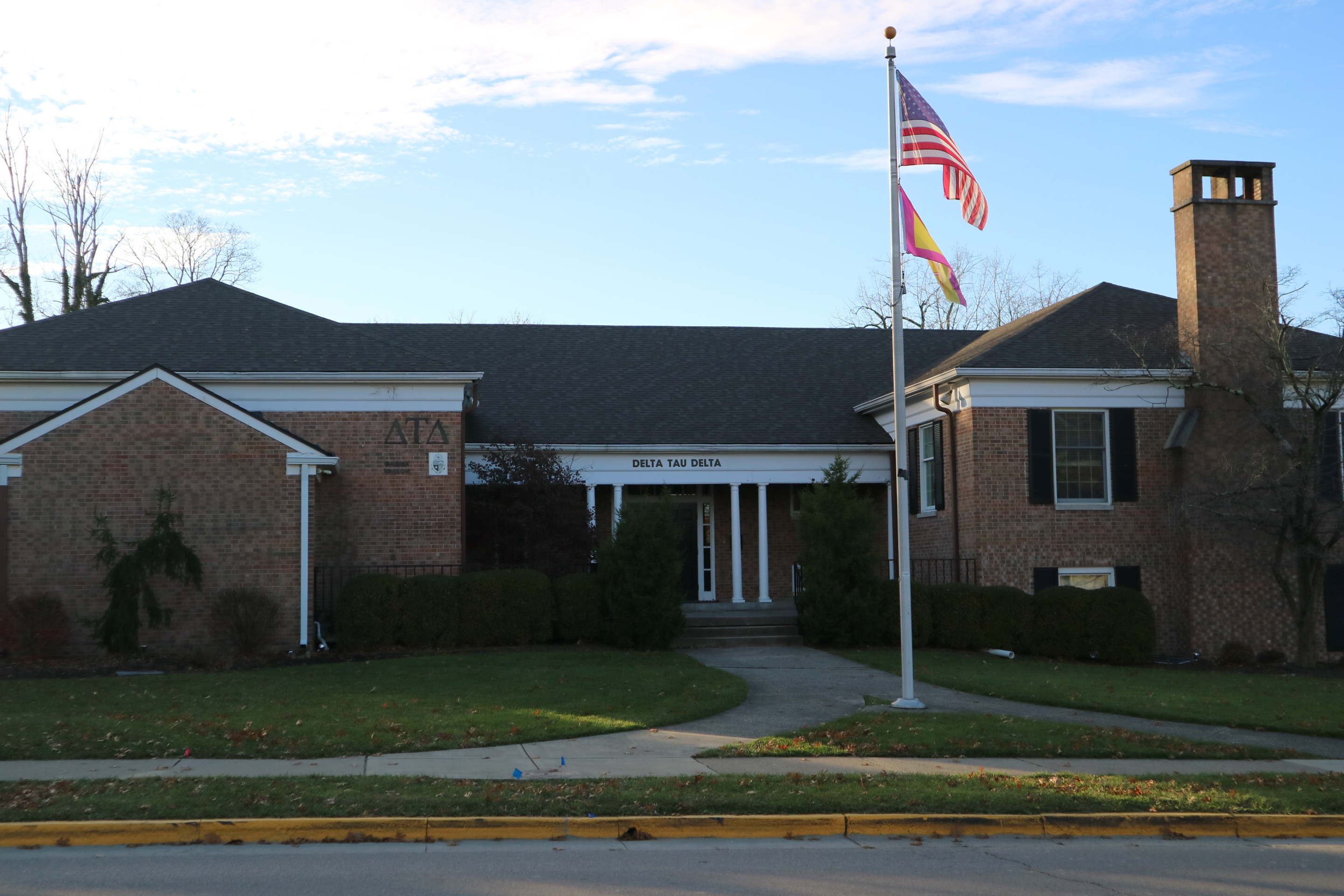
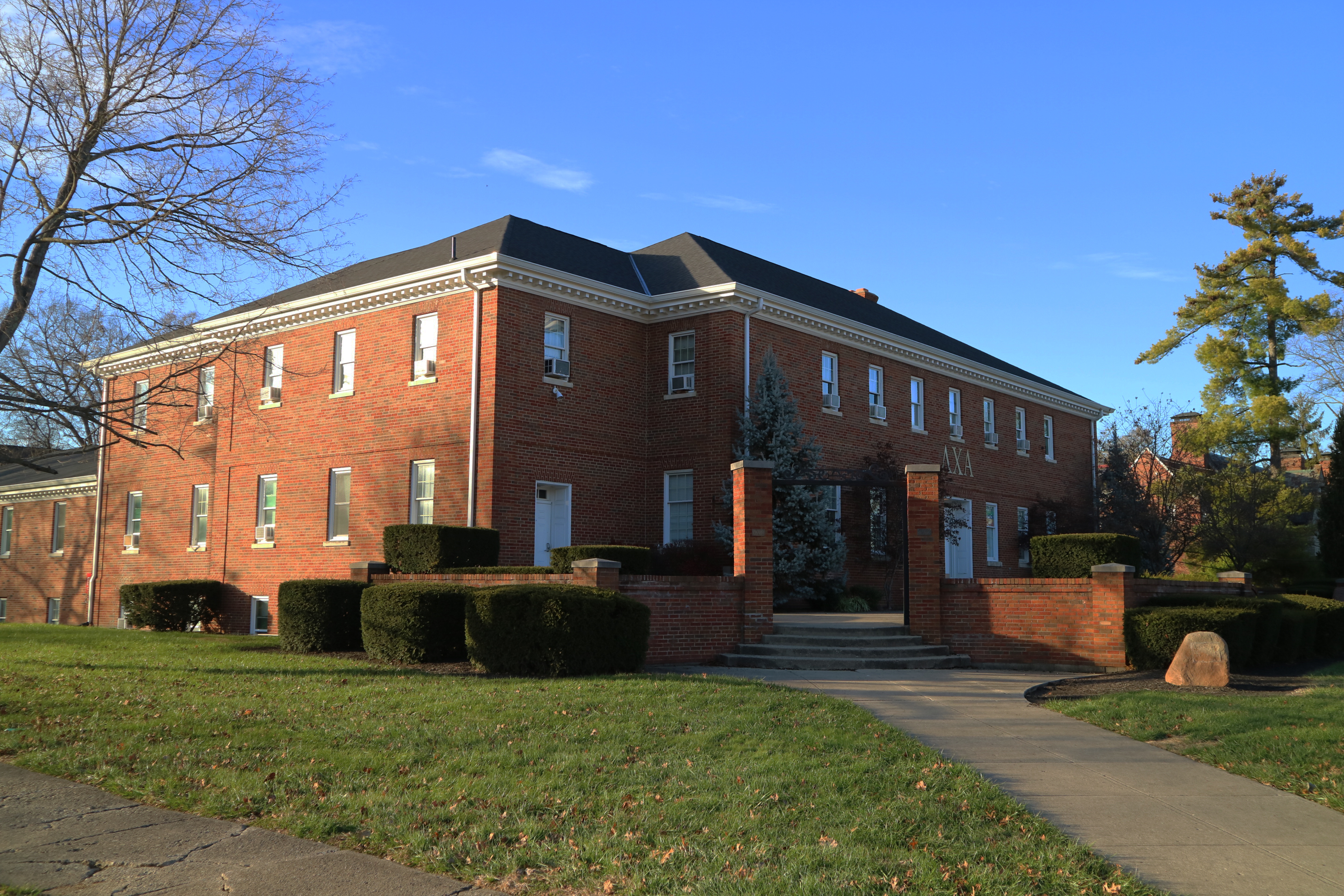
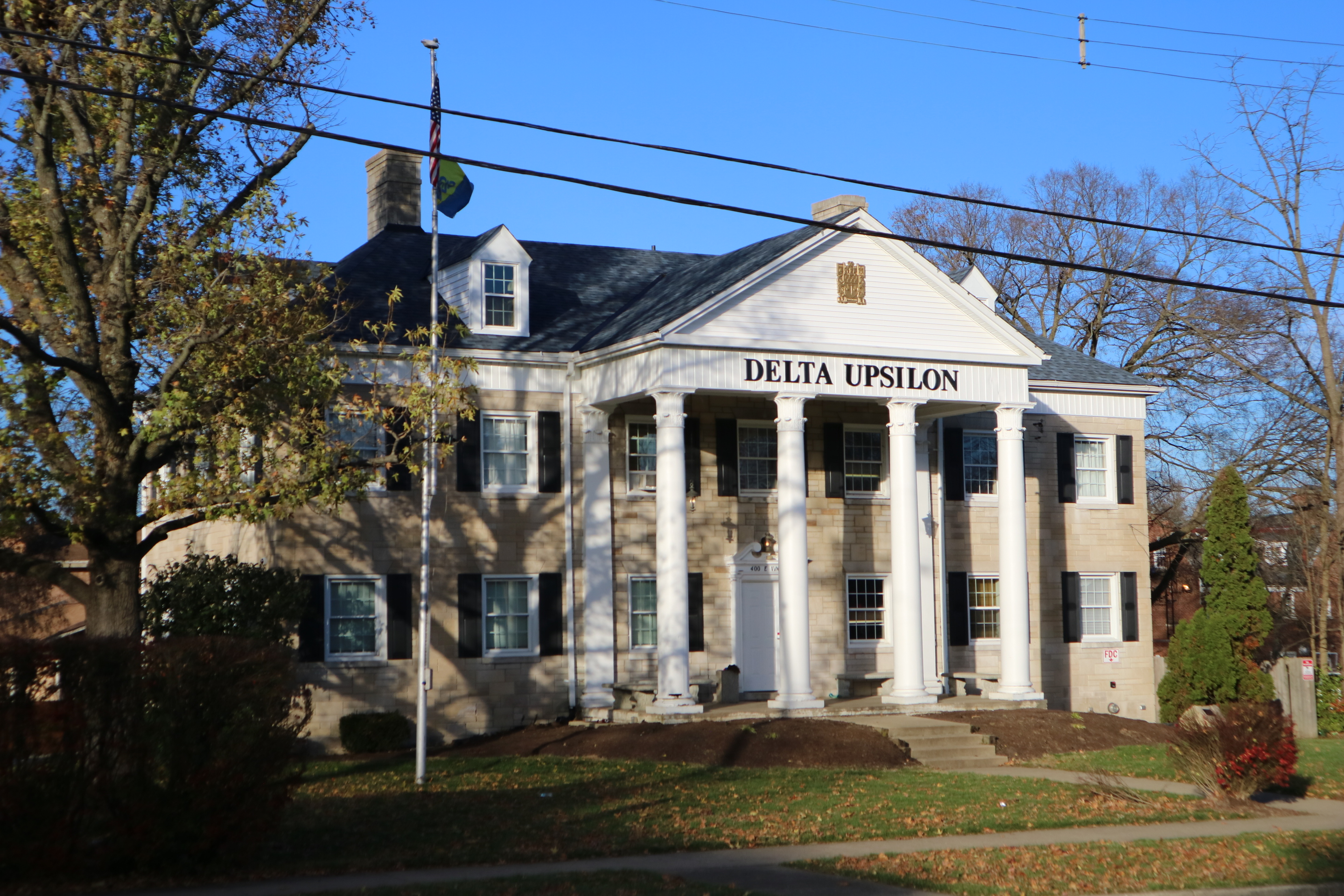
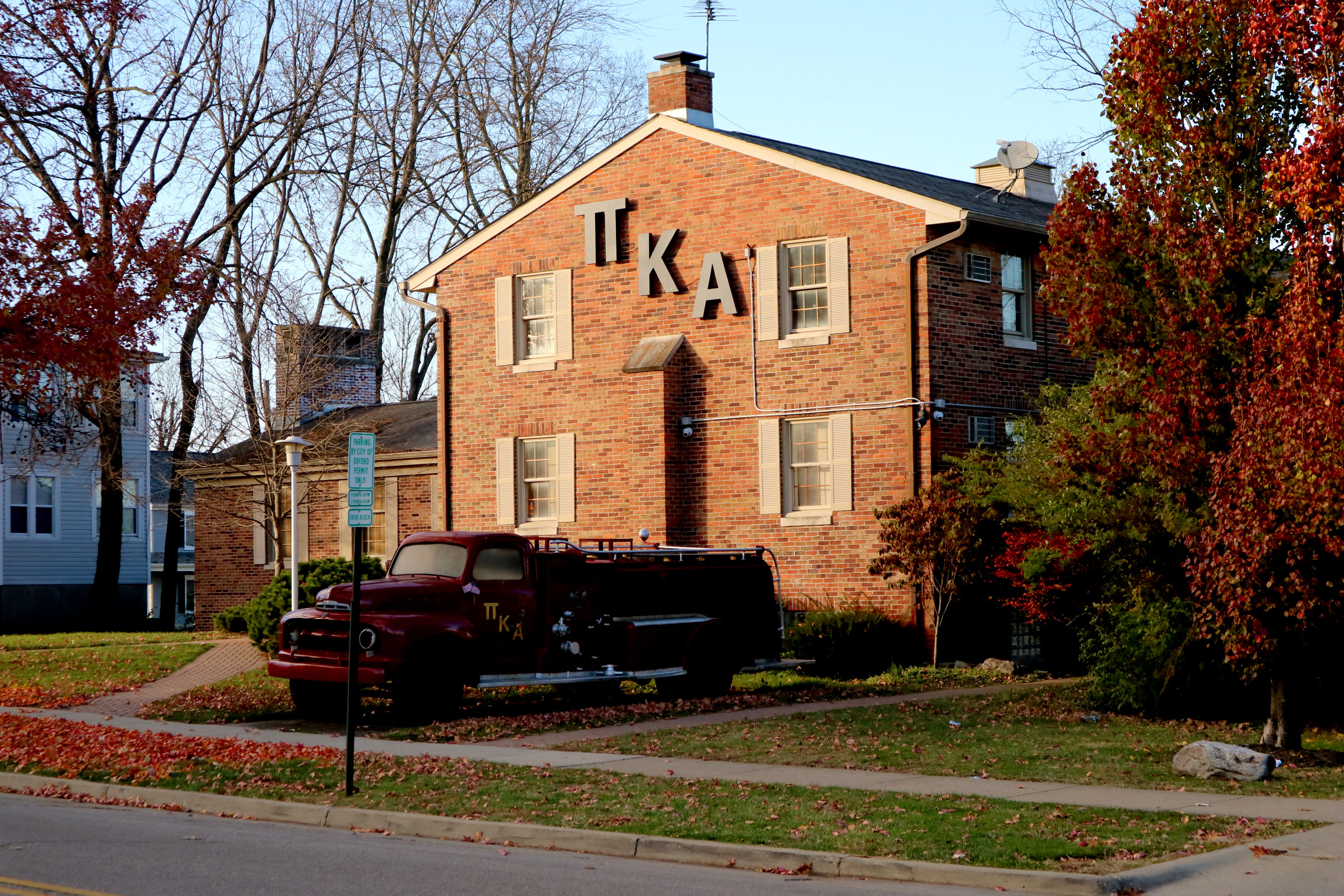
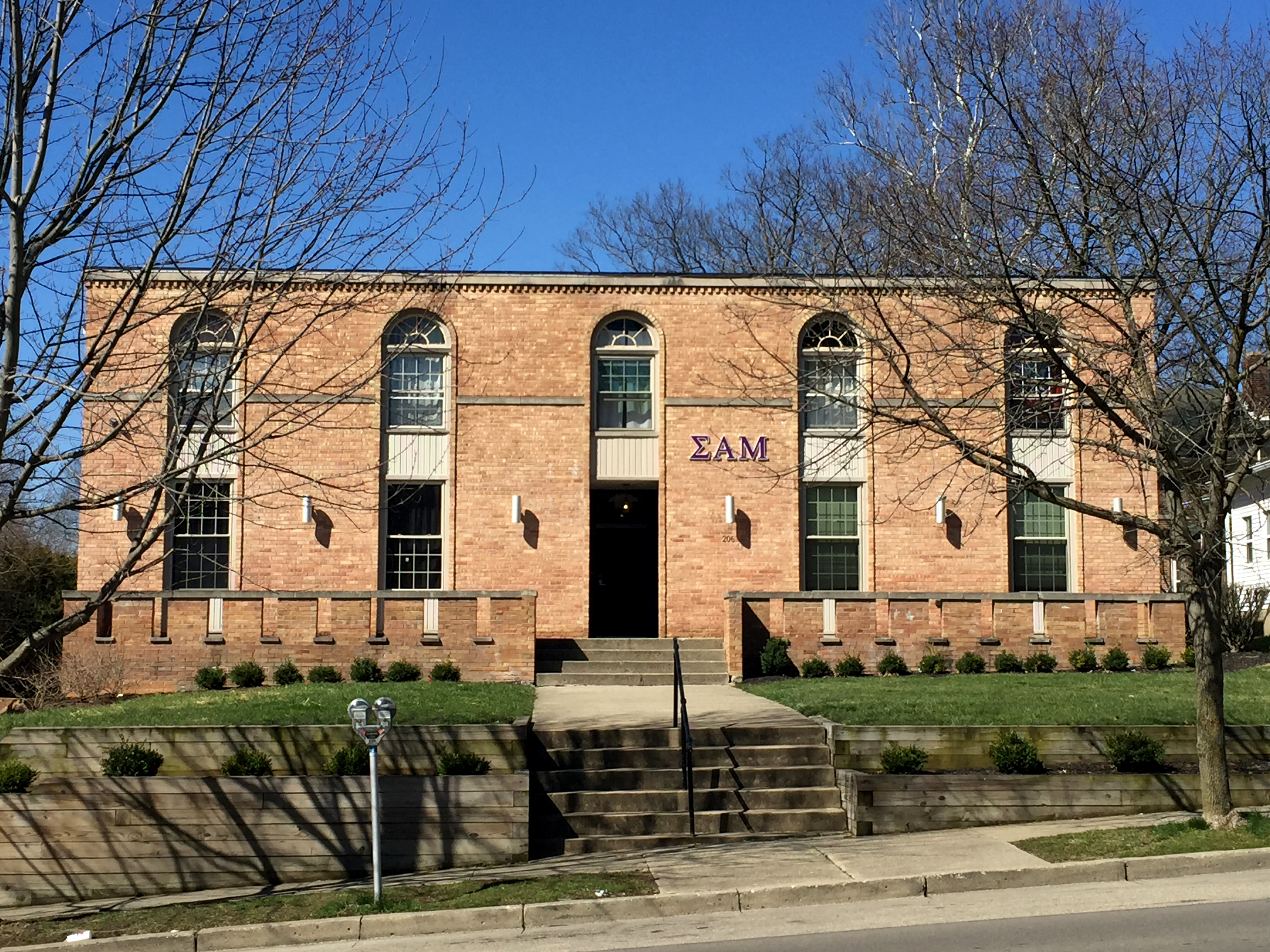
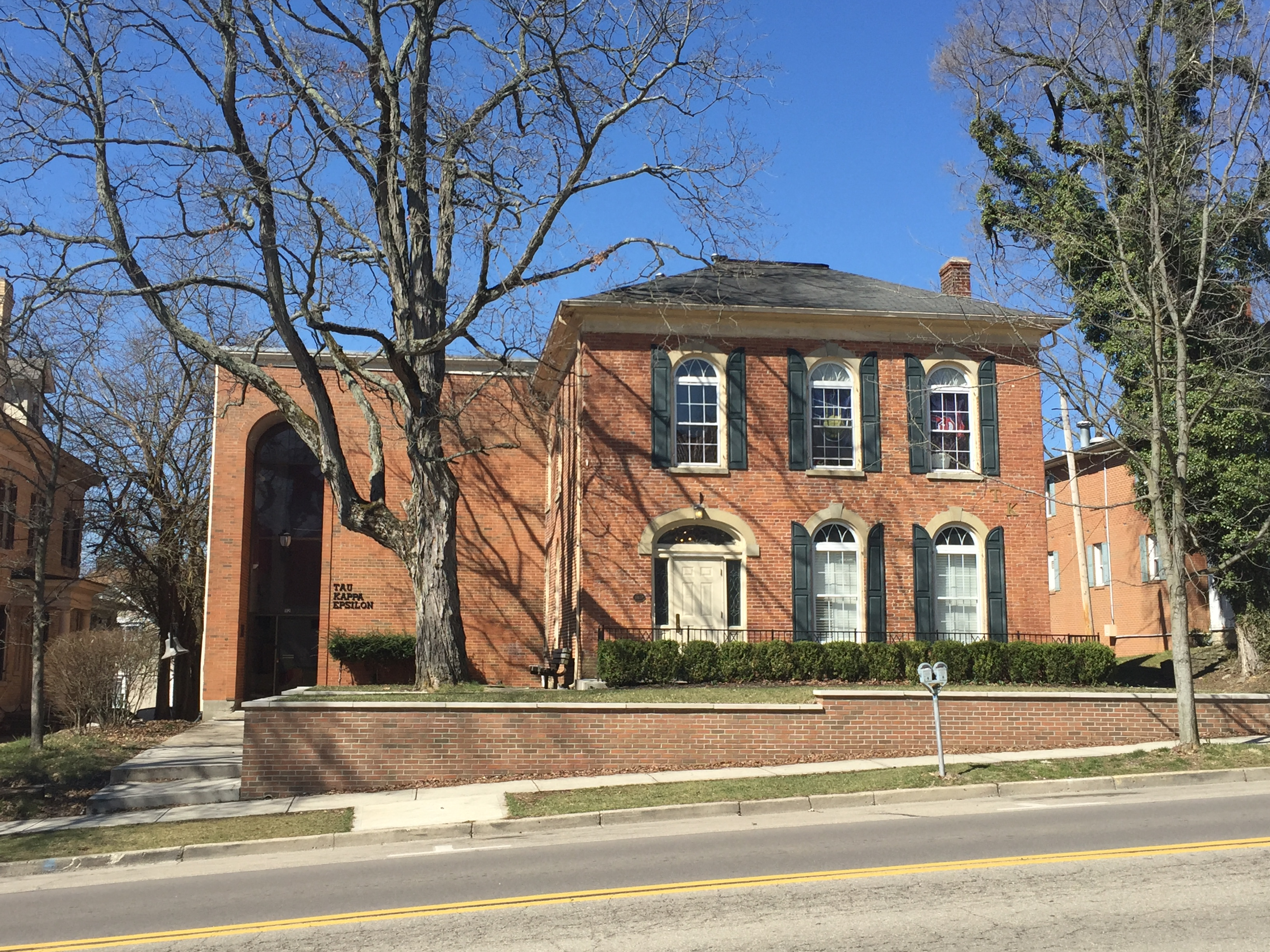
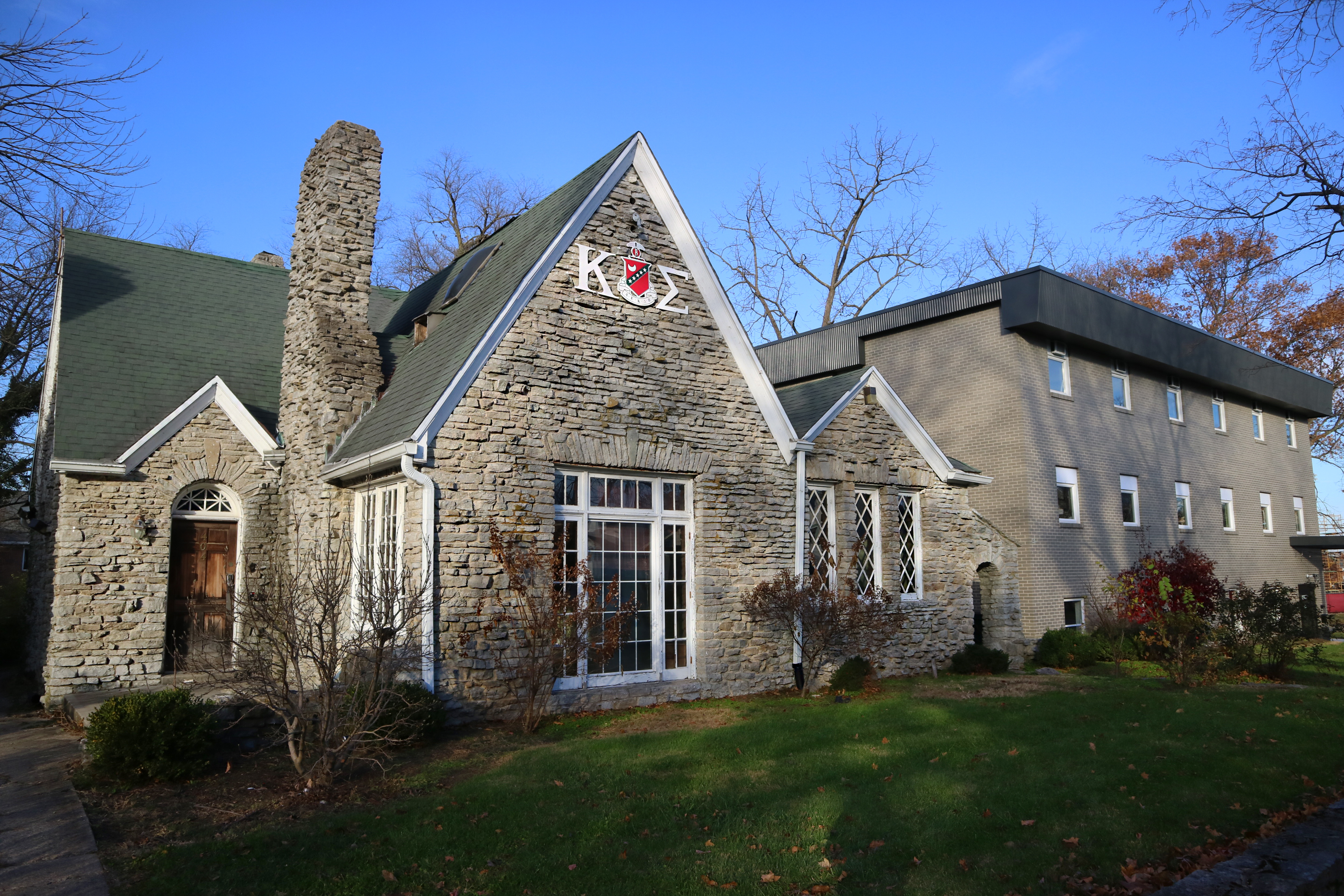